# Pàncratis
Pàncratis (en grec antic Παγκρατις), va ser, segons la mitologia grega, una filla d'Aloeu i d'Ifimèdia, i germana dels Aloïdes.
La van raptar, junt amb la seva mare, quan celebrava el culte de Dionís al mont Dios, a l'Acaia, uns tracis establerts a Naxos que van fer una incursió perquè al seu territori no tenien prou dones. Els dos principals cabdills tracis, Sícel i Hegètor, van combatre per veure qui es quedaria amb Pàncratis, que era molt bella, però van morir tots dos en la lluita, i Pàncratis va ser assignada al rei de Naxos, Agassamen.
Poc després, els Aloïdes van organitzar una expedició de càstig contra Naxos, però Pàncratis va morir molt poc temps després de ser alliberada pels seus germans.